# Lijst van bruggen over het Schelde-Rijnkanaal
Over het Schelde-Rijnkanaal liggen van zuid naar noord de volgende bruggen. Dienstbruggen bij de sluizen zijn niet meegeteld:
| Nr.: | Naam:               | Soort:                     | Traject:                                            | Afbeelding: |
| ---- | ------------------- | -------------------------- | --------------------------------------------------- | ----------- |
| 1*   | Noordlandbrug       | spoorbrug (vakwerkbrug)    | Noordland - Schijn (Spoorlijn 11)                   |             |
| 2*   | Noordlandbrug       | verkeersbrug (vakwerkbrug) | Zandvliet - Haven van Antwerpen (Scheldelaan)       |             |
| 3    | Bathse brug         | verkeersbrug (boogbrug)    | Bath - Woensdrecht (Bathseweg)                      | Bathse brug |
| 4    | Kreekrakbrug (A58)  | verkeersbrug (liggerbrug)  | Eindhoven - Vlissingen                              |             |
| 5    | Kreekrakspoorbrug   | spoorbrug (boogbrug)       | Roosendaal - Vlissingen (Staatslijn F)              |             |
| 6    | Kreekrakbrug (N289) | verkeersbrug (liggerbrug)  | Goes - Bergen op Zoom (Oude Rijksweg)               |             |
| 7    | Tholensebrug        | verkeersbrug (boogbrug)    | Stavenisse - Halsteren (De Eendrachtsweg)           |             |
| 8    | Vossemeersebrug     | verkeersbrug (boogbrug)    | Oud-Vossemeer - Nieuw-Vossemeer (Molenweg/Kreekweg) |             |
| 9    | Slaakbrug           | verkeersbrug (boogbrug)    | Steenbergen - Sint Philipsland (Zeelandweg-West)    |             |

- Deze bruggen liggen in België.